# 西桑园遗址
西桑园遗址，位于山东省济宁市兖州市小孟乡西桑园村，是中华人民共和国山东省文物保护单位之一。
1992年6月12日，授予山东省文物保护单位，是一座古遗址。